# Kabru
Kabru é uma montanha no Himalaia, na fronteira da Índia com o leste do Nepal. É parte de uma cordilheira que se estende ao sul do Kangchenjunga o pico é de 7412 metros..

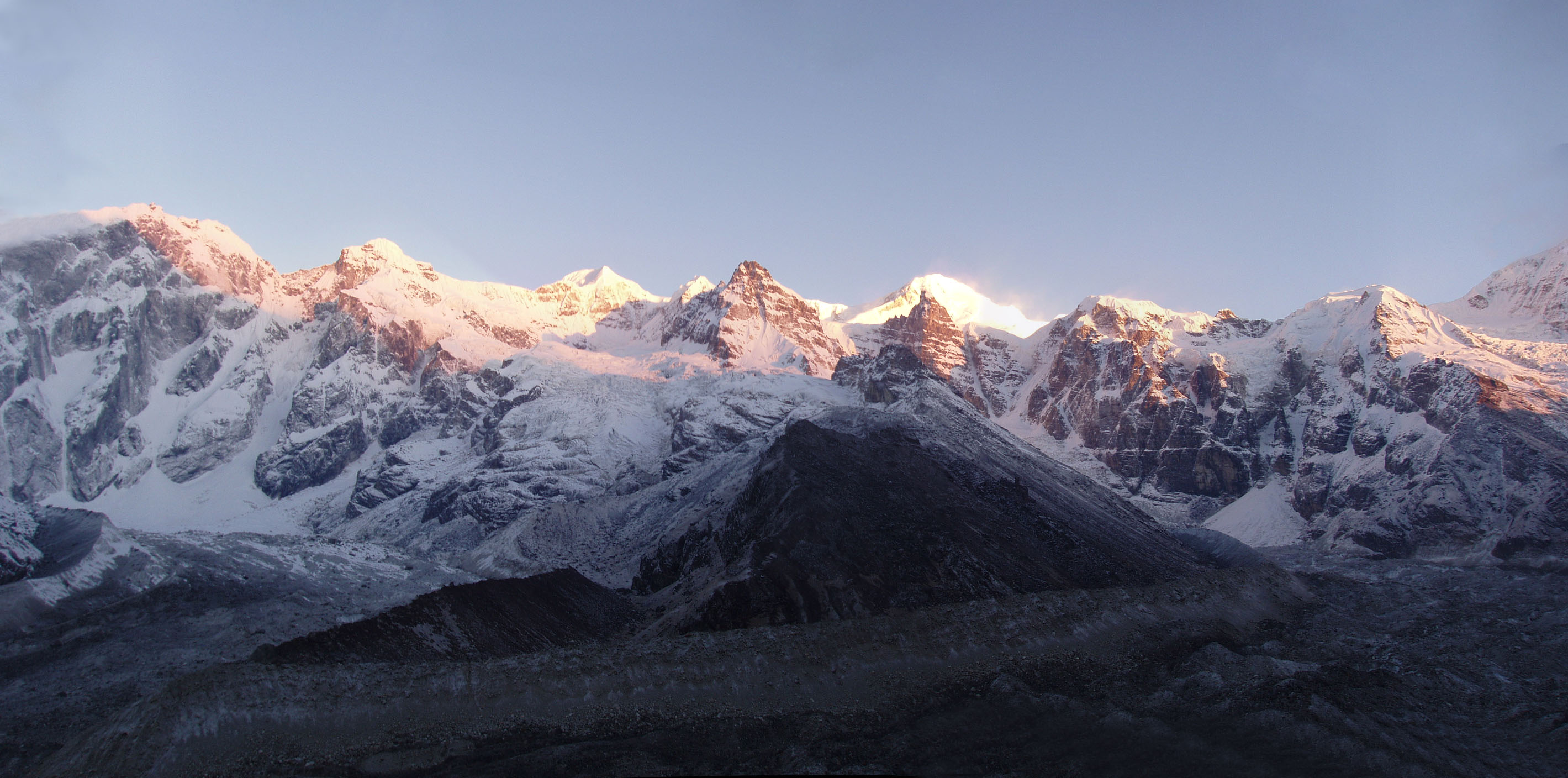
Os picos vistos do Goecha La.

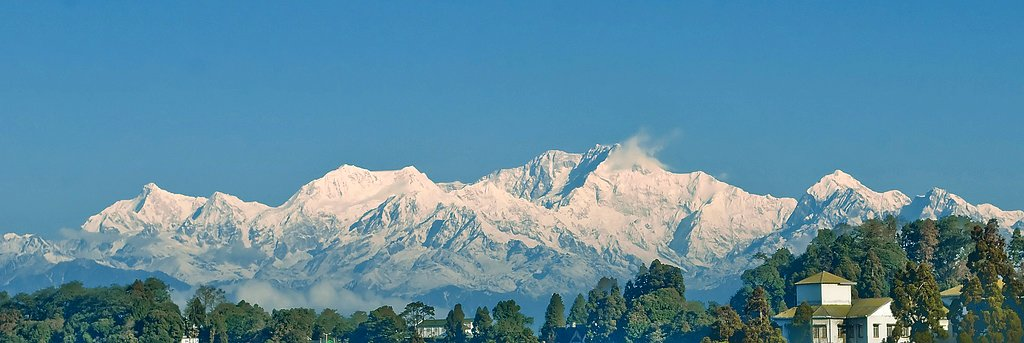
Os picos vistos de Darjeeling.

É a montanha com mais de 7000 m de altitude mais meridional.
É uma cadeia de vários picos de norte a sul entre Talung norte (7349 m) e Rathong (6682 m) ao sul. Existe alguma confusão sobre o número e os nomes que destas cimeiras:
- Elizabeth Hawley e Richard Salisbury[2] citam três picos: o Kabru principal (7412 m), o cume norte (7338 m) e o cume sul (7318 m), que devem ser adicionados a cúpula do Kabru (Kabru Dome, 6600 m), localizada inteiramente na Índia.

- Kev Reynolds cita quatro picos de norte a sul: o Kabru norte, o Kabru IV, o Kabru III, e o Kabru sul (ou Kabru I), o mais o Dome Kabru 3 .

- No L'Himalayan Index do Clube Alpino Francês são quatro cimeiras: [3]

O Kabru II (ou Kabru norte), 7412 m, lat. 27°37'48", long. 88°6'36".
O Kabru III (também chamado Kabru IV), 7353 m, lat. 27°37'12", long. 88°06'36"
O Kabru IV (também chamado Kabru III), 7318 m, lat. 27°36'36", long. 88°06'00"
O Kabru Sul (ou Kabru I), 7317 m, lat. 27°36'00", long. 88°06'36"
E o Domo Kabru, 6600 m, lat. 27°34'48", long. 88°12'36".
A primeira ascensão foi reivindicada por William Woodman Graham, Boss Emile e Kaufman Ulrich em 1883, na primeira expedição ao Himalaia puramente dedicada ao montanhismo. Esta escalada foi posta em duvida e até recentemente foi muitas vezes considerado que Graham e seus companheiros tinham realmente subiu um pico menor (talvez o pico Forked ), mas os comentadores recentes acreditam que há não há razões sérias para duvidar. Eles, portanto, detinham o recorde de altitude em montanhismo até 1909, e o cumes de montanha até 1930.
Em 1906, dois jovens noruegueses, Carl Rubenson e Monrad-Aas chegaram a cerca de vinte metros abaixo do topo .
Reginald Cooke atingiu a cimeira do Norte em 1935, que permaneceu como a maior subida solo até  Hermann Buhl escalar sozinho o Nanga Parbat em 1953.
Em 2004, uma equipe de alpinistas da Sérvia tentou sem sucesso escalar a montanha. Uma série de avalanches forçou o grupo a desistir de seu objetivo..